# ویلیام تی. کاوانو
ویلیام تی. کاوانو (انگلیسی: William T. Cavanaugh; ۱۹۶۲ (۶۲–۶۳ سال) – ) متخصص  دین‌شناسی اهل ایالات متحده آمریکا بود. یک متکلم کاتولیک رومی است که به دلیل کارش در الهیات سیاسی و اخلاق مسیحی شناخته شده‌است.